# Тетрацератопс
Тетрацератопс (лат. Tetraceratops insignis) — вымерший вид синапсид, живших во времена пермского периода (кунгурский век) на территории современных США. Типовой и единственный вид в роде Tetraceratops. Является одним из самых базальных представителей терапсид.
Единственный череп обнаружен Чарльзом Штернбергом в 1897 году в нижнепермских слоях Бейлора, в Техасе (формация Арройо). Описан Уильямом Мэтью в 1908 году. Первоначально считался пеликозавром из группы эотиридид. Череп длиной около 10 см, очень короткий и высокий. Мощные передние «резцы», затем идет диастема, присутствует пара крупных верхних «клыков». На нижней челюсти клыков нет (есть увеличенные передние зубы, остальные зубы примерно одинакового размера). Самое интересное — наличие «рогов». Это невысокие выросты черепа с отпечатками сосудов, напоминающие «рога» терапсид — бурнетиид. Две пары «рогов» находятся на верхней поверхности черепа (пара — на предчелюстных костях, пара — на предлобных). Ещё пара «рогов» обнаружена не так давно при дополнительной препаровке черепа — они растут из угловых отростков нижней челюсти. Таким образом, всего «рогов» было шесть. Скелет неизвестен, но вряд ли имелся «парус». Был мелким хищником, вероятно, обитавшим на равнинах вдали от водоёмов. Не исключено, что описанный Э. Олсоном в 1962 году из более поздних пермских отложений (Сан-Анжело, около 275—277 млн лет) «фтинозухид» горгодон (Gorgodon minutus) — тоже тетрацератопс.